# Нюпан, Сверре
Све́рре Ха́льсет Ню́пан (норв. Sverre Halseth Nypan; родился 19 декабря 2006) — норвежский футболист, полузащитник английского клуба «Манчестер Сити», выступающий на правах аренды за клуб «Мидлсбро».

## Клубная карьера
В январе 2022 года подписал свой первый профессиональный контракт с «Русенборгом». В апреле того же года подписал с клубом новый контракт, после чего был переведён в основной состав клуба.
6 ноября 2022 года Нюпан дебютировал за «Русенборг» в матче чемпионата против «Йерва». В возрасте 15 лет и 322 дней он стал самым юным игроком в истории «Русенборга», побив рекорд Йона Хоу Сетера. 21 августа 2024 года сделал хет-трик в матче против «Лиллестрёма».
17 июля 2025 года перешёл в «Манчестер Сити» за 12,5 млн фунтов, подписав с английским клубом пятилетний контракт.

## Карьера в сборной
Выступал за сборные Норвегии до 15, до 16, до 17, до 18, до 19 лет и до 21 года.